# Noah Mascoll-Gomes
Noah Mascoll-Gomes, född 27 maj 1999, är en antiguansk och barbudansk simmare.

## Karriär
Mascoll-Gomes tävlade för Antigua och Barbuda vid olympiska sommarspelen 2016 i Rio de Janeiro, där han blev utslagen i försöksheatet på 200 meter frisim.
I juni 2022 vid VM i Budapest slutade Mascoll-Gomes på 48:e plats på 200 meter frisim och på 37:e plats på 400 meter frisim.